# Флавий Домиций Леонтий
Флавий Домиций Леонтий (на латински: Flavius Domitius Leontius) е политик на Римската империя през 4 век.

## Биография
Произлиза вероятно от Berytus (днес Бейрут), където му е поставена статуя.
През 338 г. Леонтий е викарий на Изтока на империята при префект Септимий Ациндин. От 340 – 344 г. е преториански префект при император Констанц. През 344 г. той е цялата година консул на Запад (Occidente) до май заедно с Флавий Бонос и след май заедно с Флавий Юлий Салустий на Запад и Изток (Oriente, Occidente).